# Сады Шалимар
Сады Шалимар (урду شالیمار باغ‎, англ. Shalimar Gardens) — объект Всемирного наследия ЮНЕСКО, который был построен императором Великих Моголов Шах-Джаханом в Лахоре. Строительство началось в 1641 году и было завершено уже в следующем году. В форте присутствуют мраморные дворцы и мечети, украшенные мозаикой и позолотой. Сады построены на трёх террасах с ложей, есть также водопады и большие декоративные пруды.
Происхождение слова «Шалимар» (точнее «Шаламар») имеет несколько версий, но, скорее всего, это слово арабского или персидского происхождения, искаженное арабское словосочетание «шах ал-имарат» («Властелин сооружений»). При этом следует иметь в виду, что слово «имарат» («здание», «постройка») исторически относилось именно к садово-парковой архитектуре и садам в целом.

## Галерея

Галерея садов Шалимар
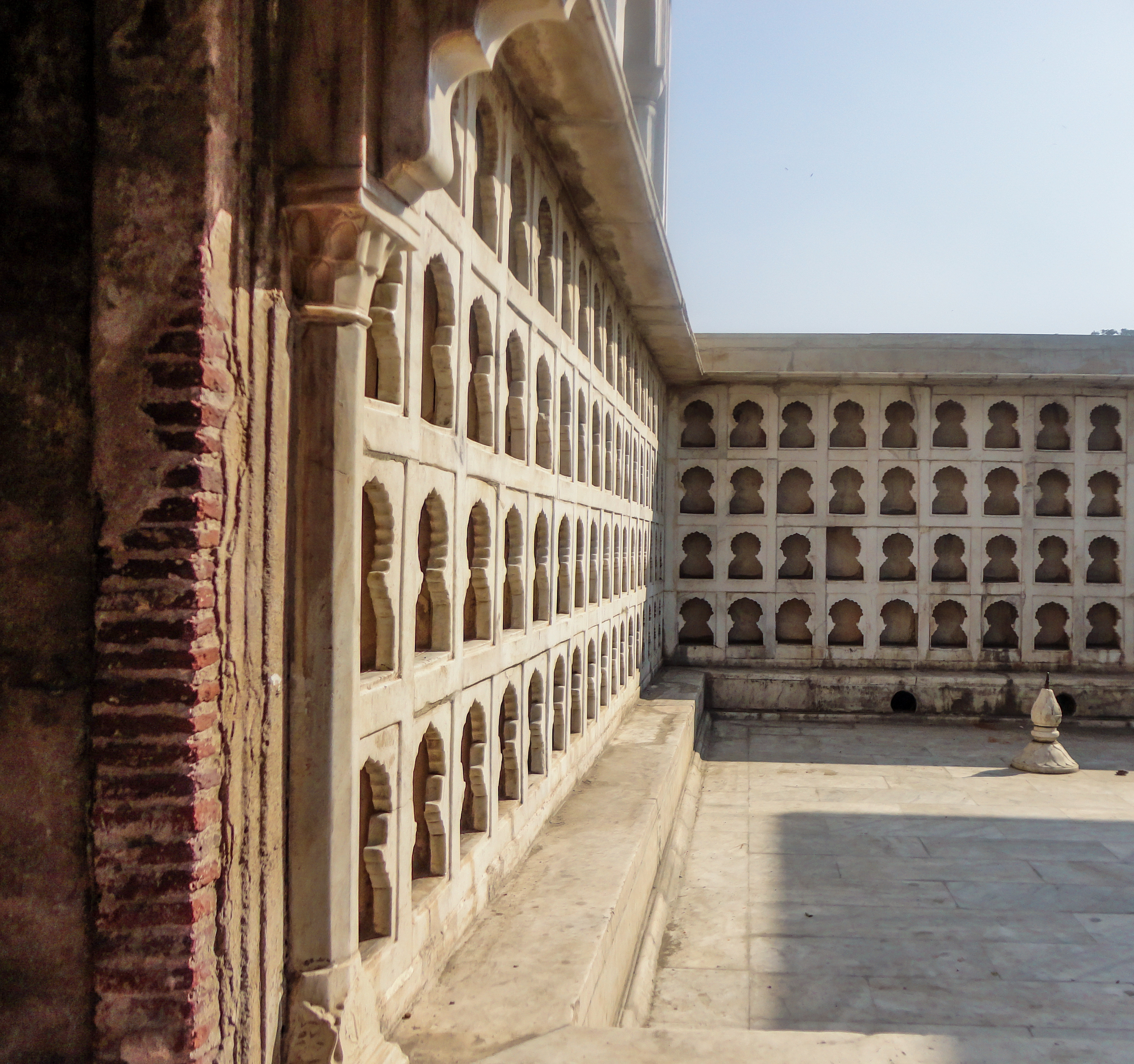
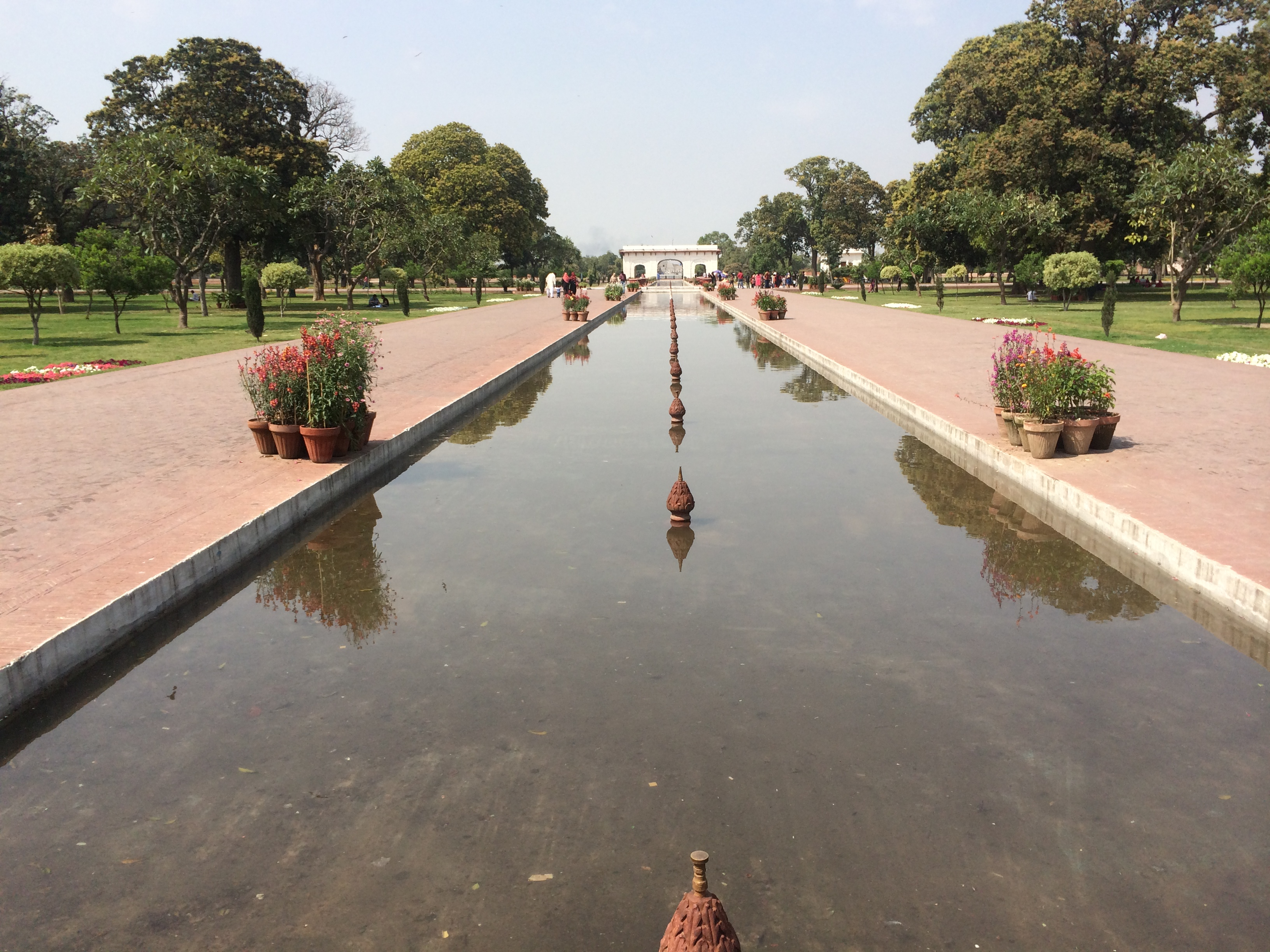
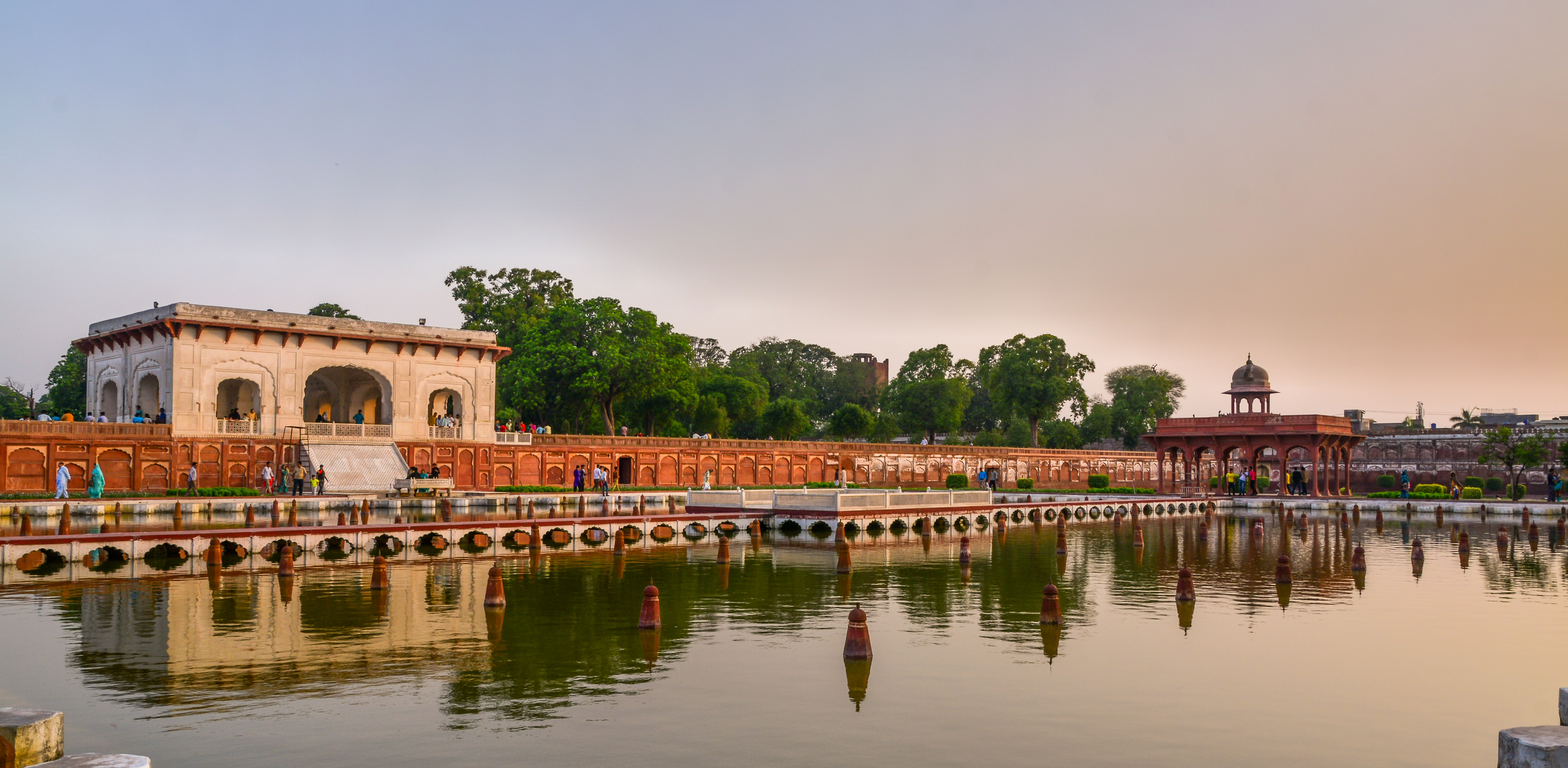
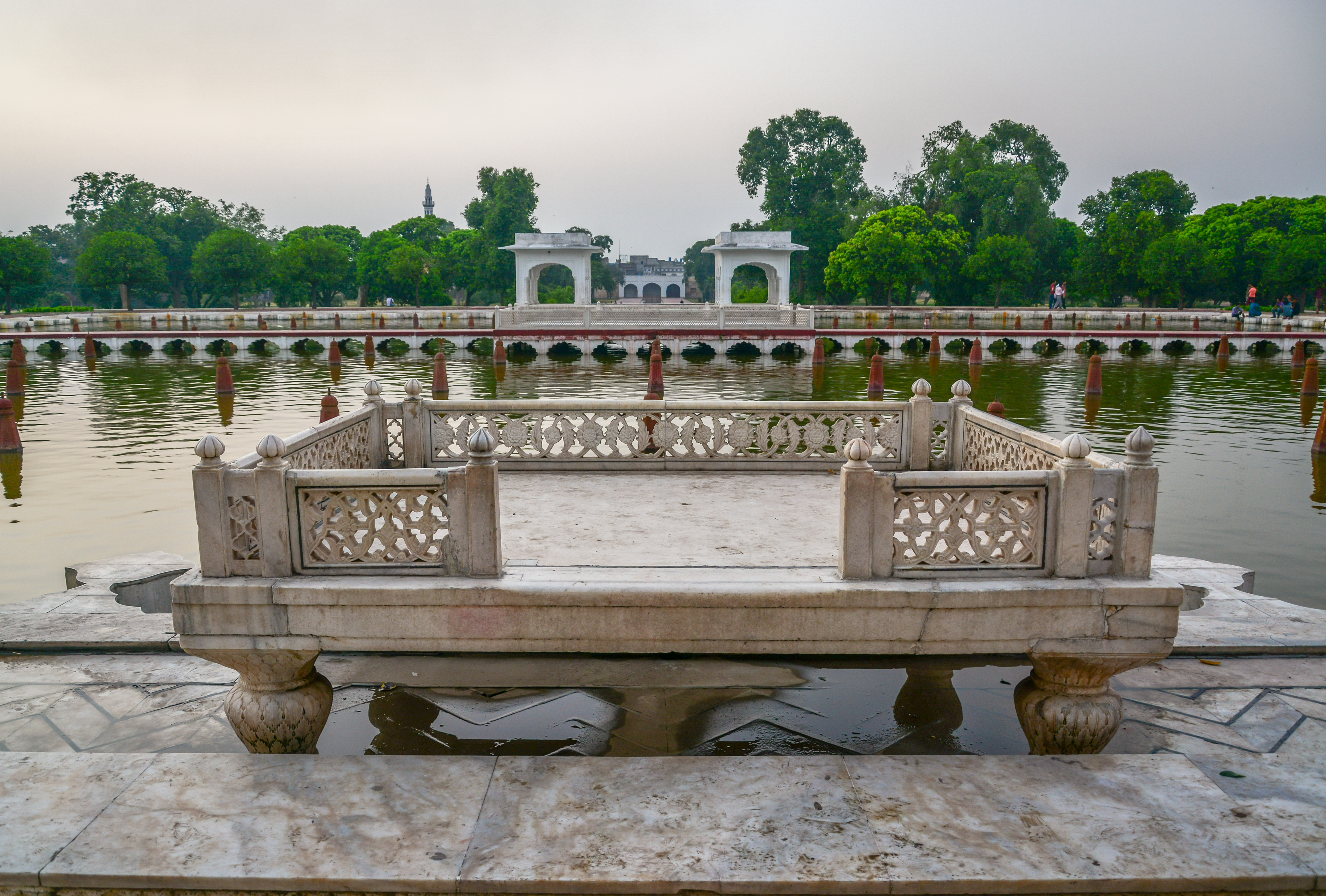
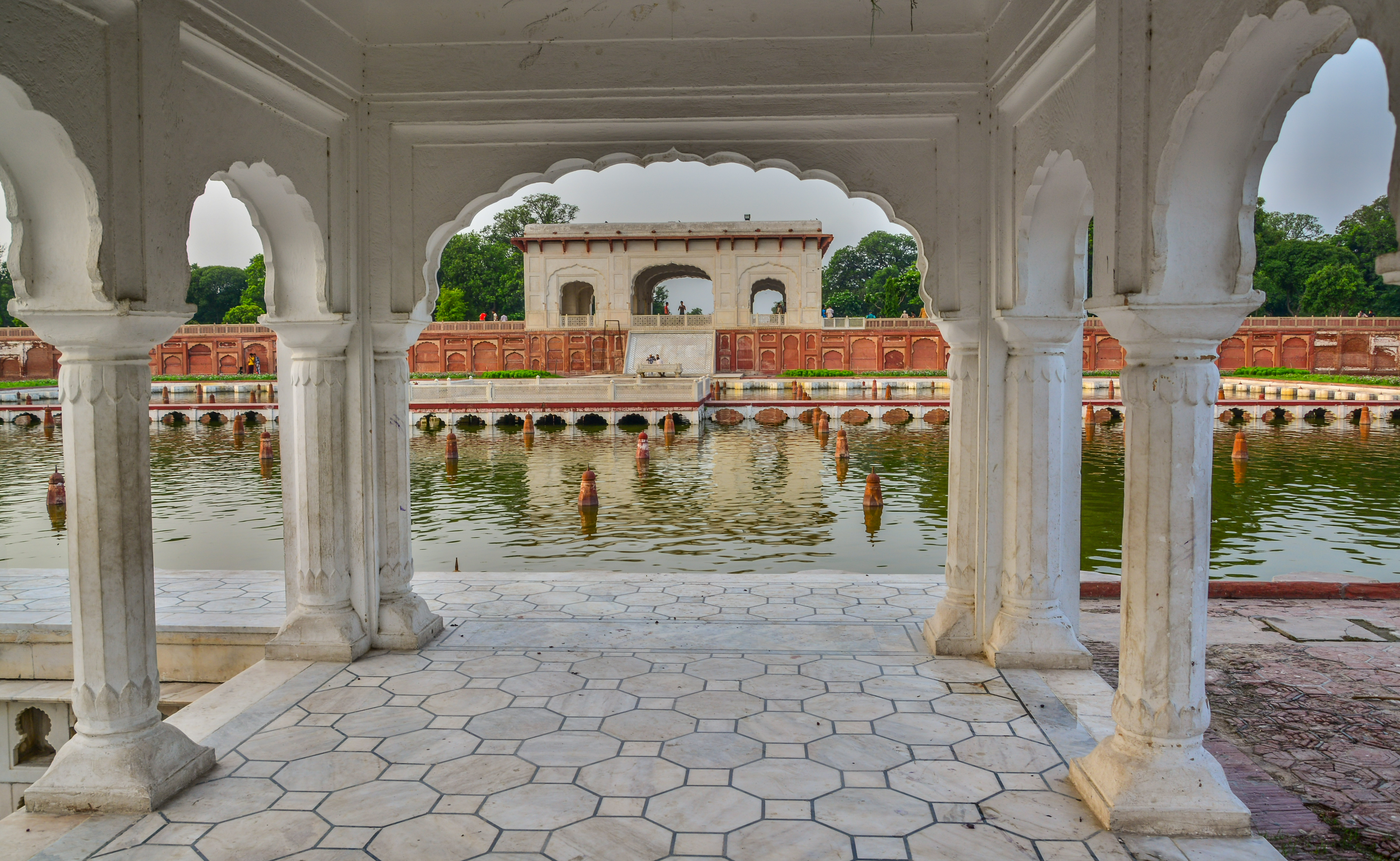
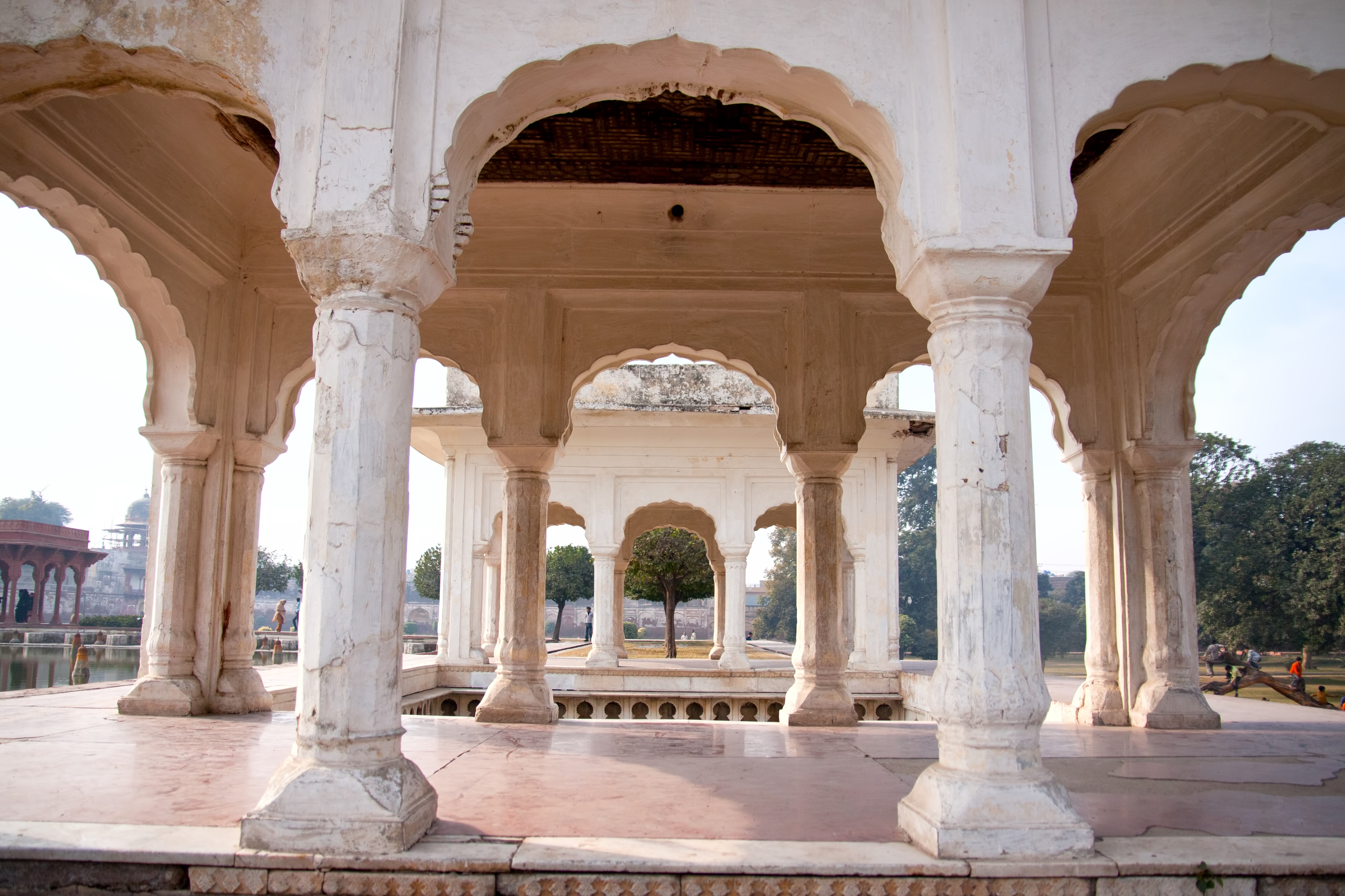
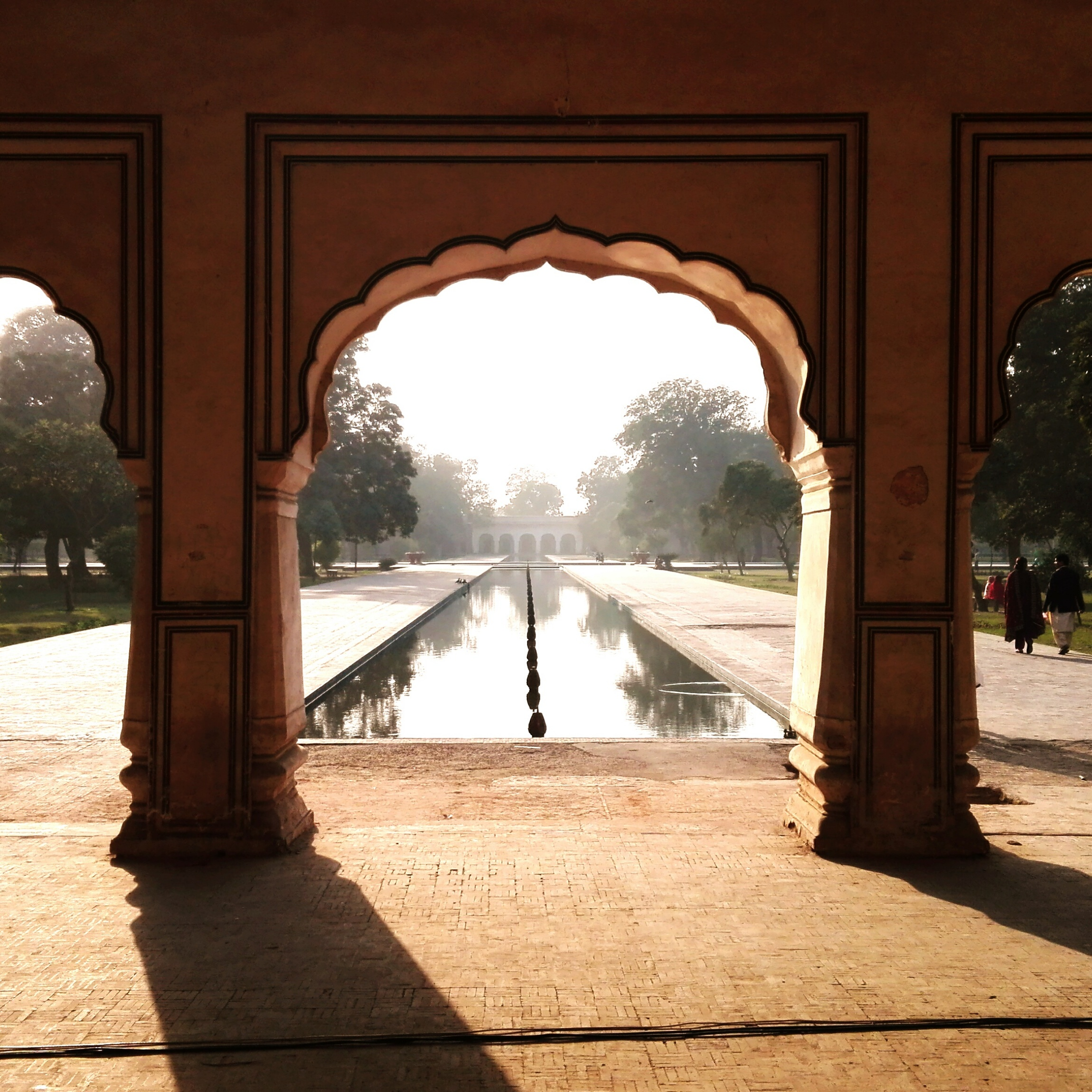
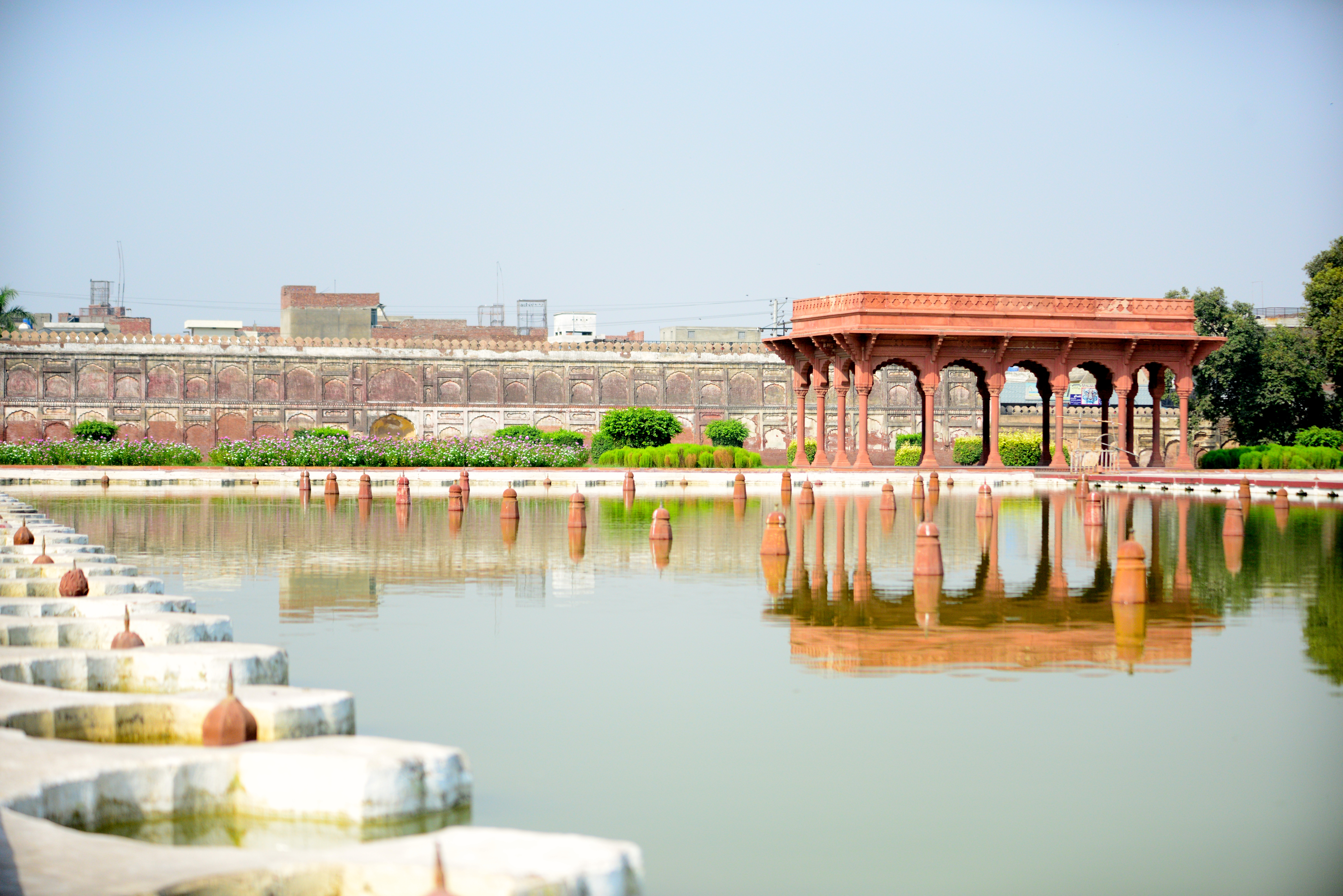
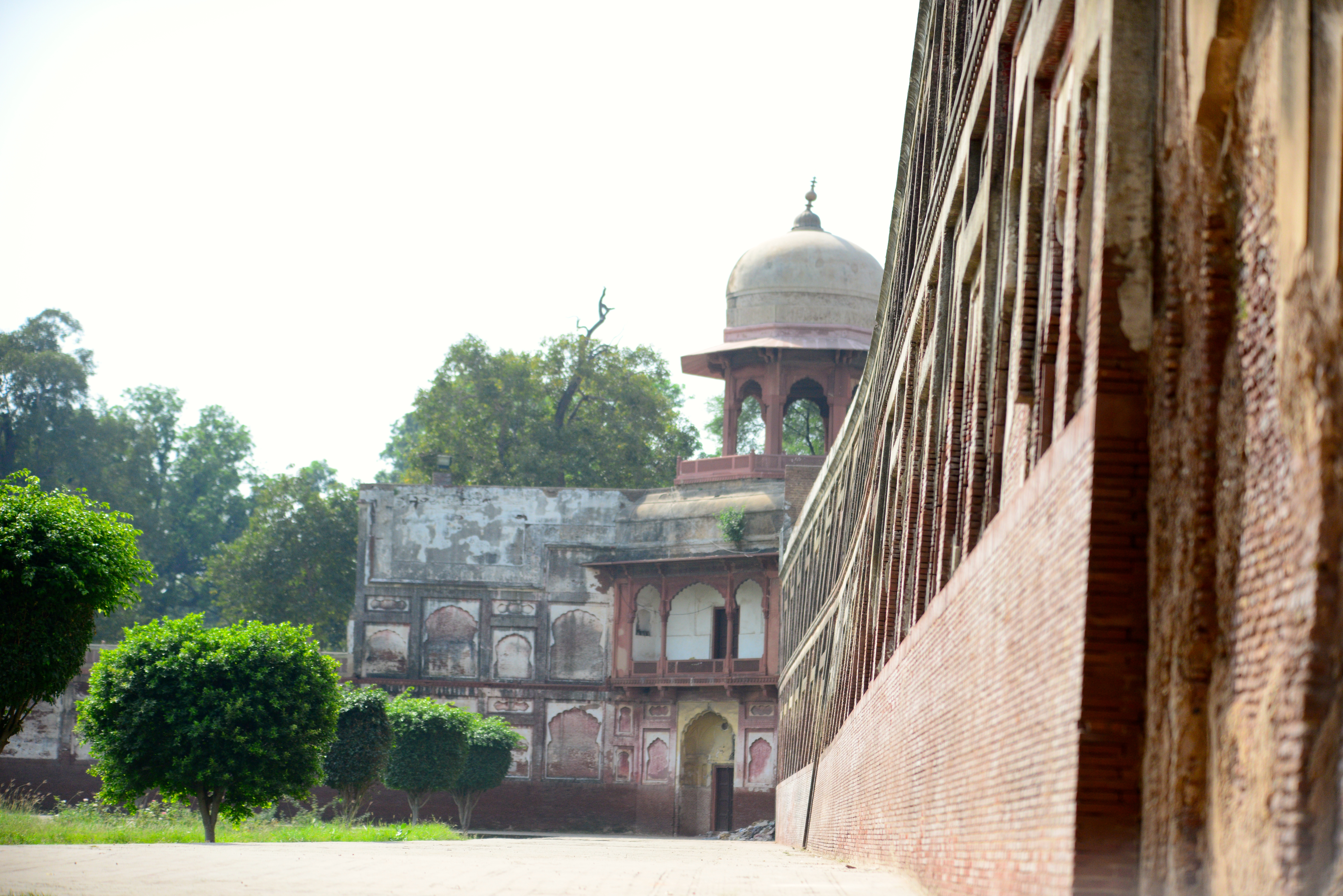
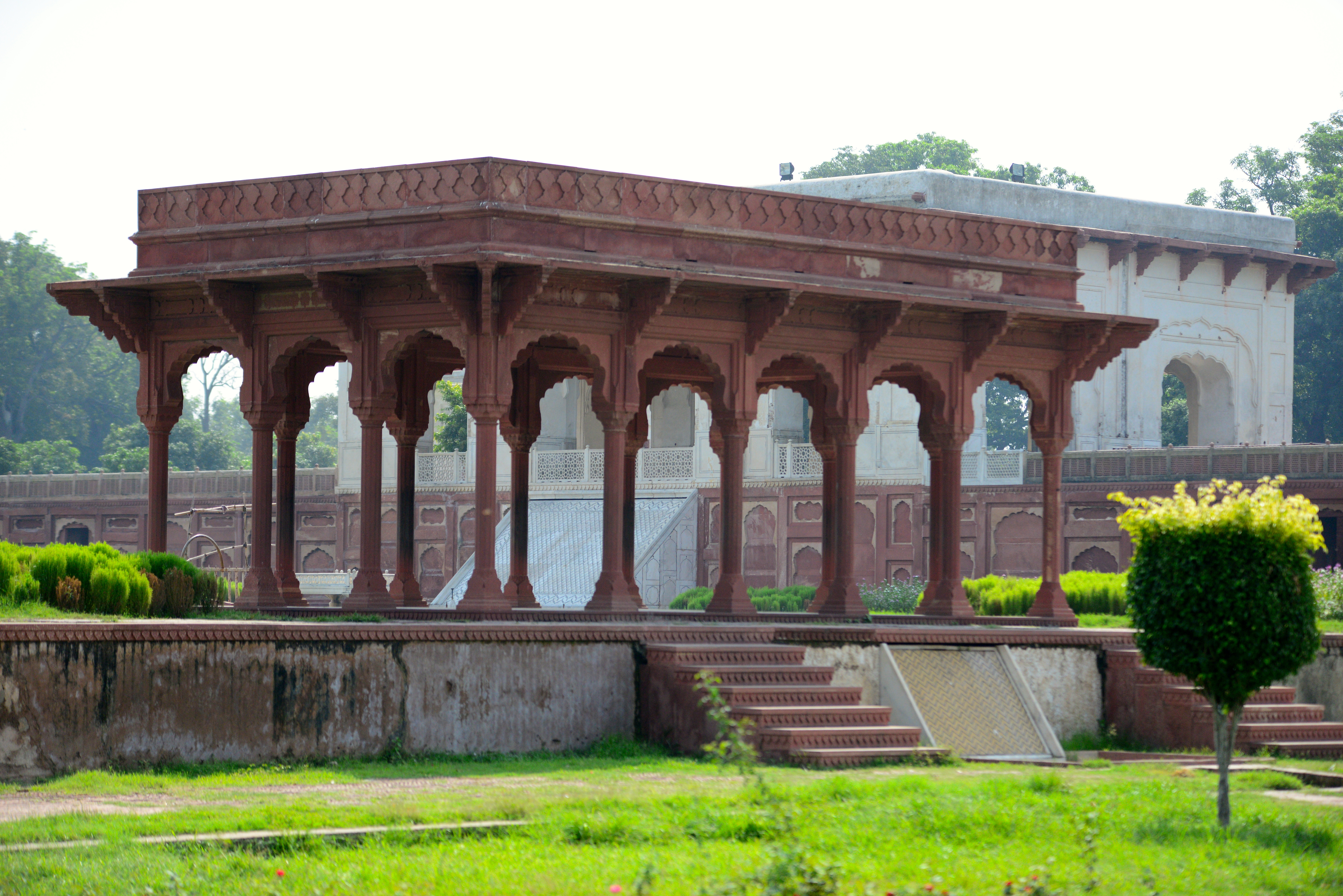
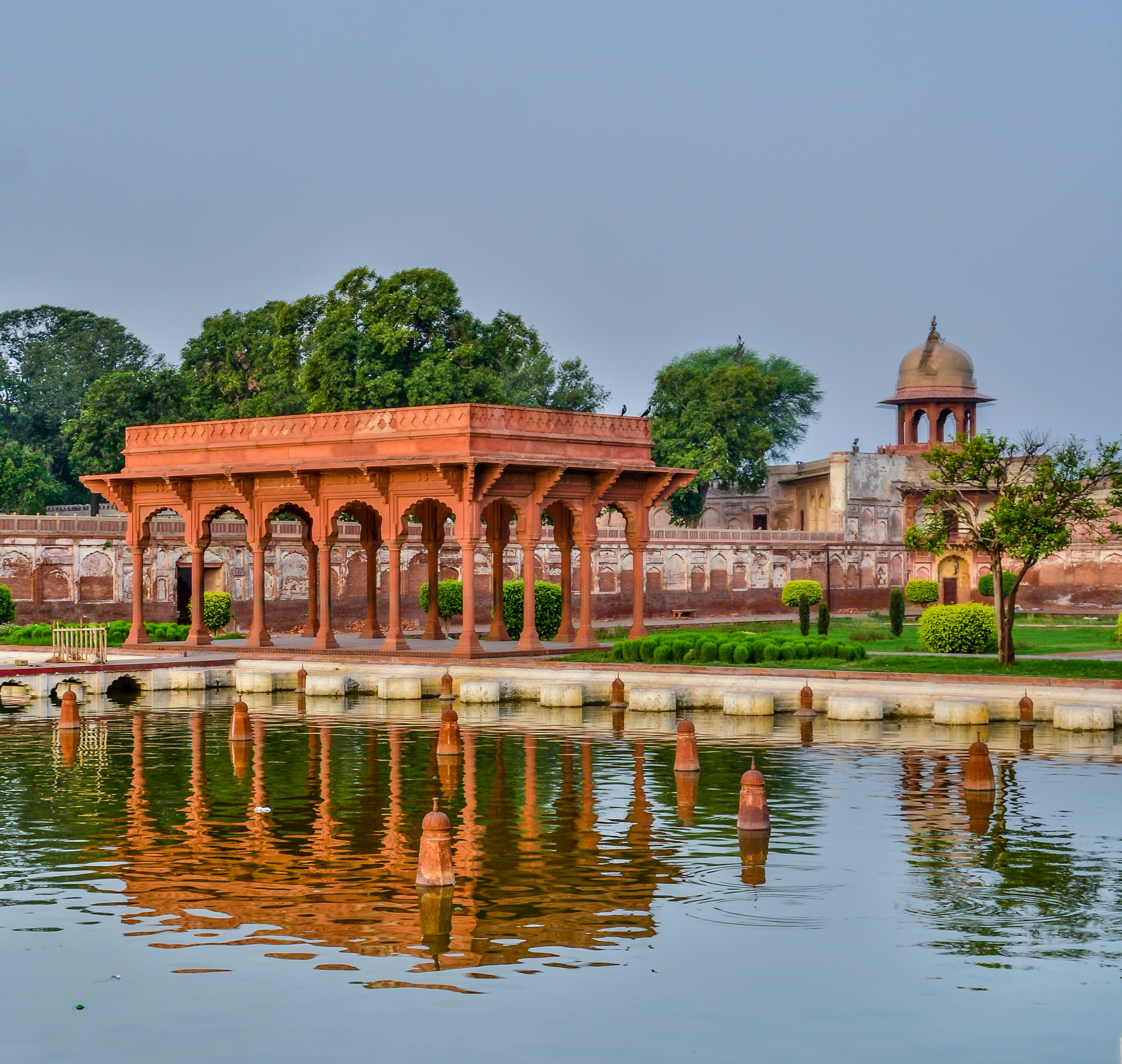
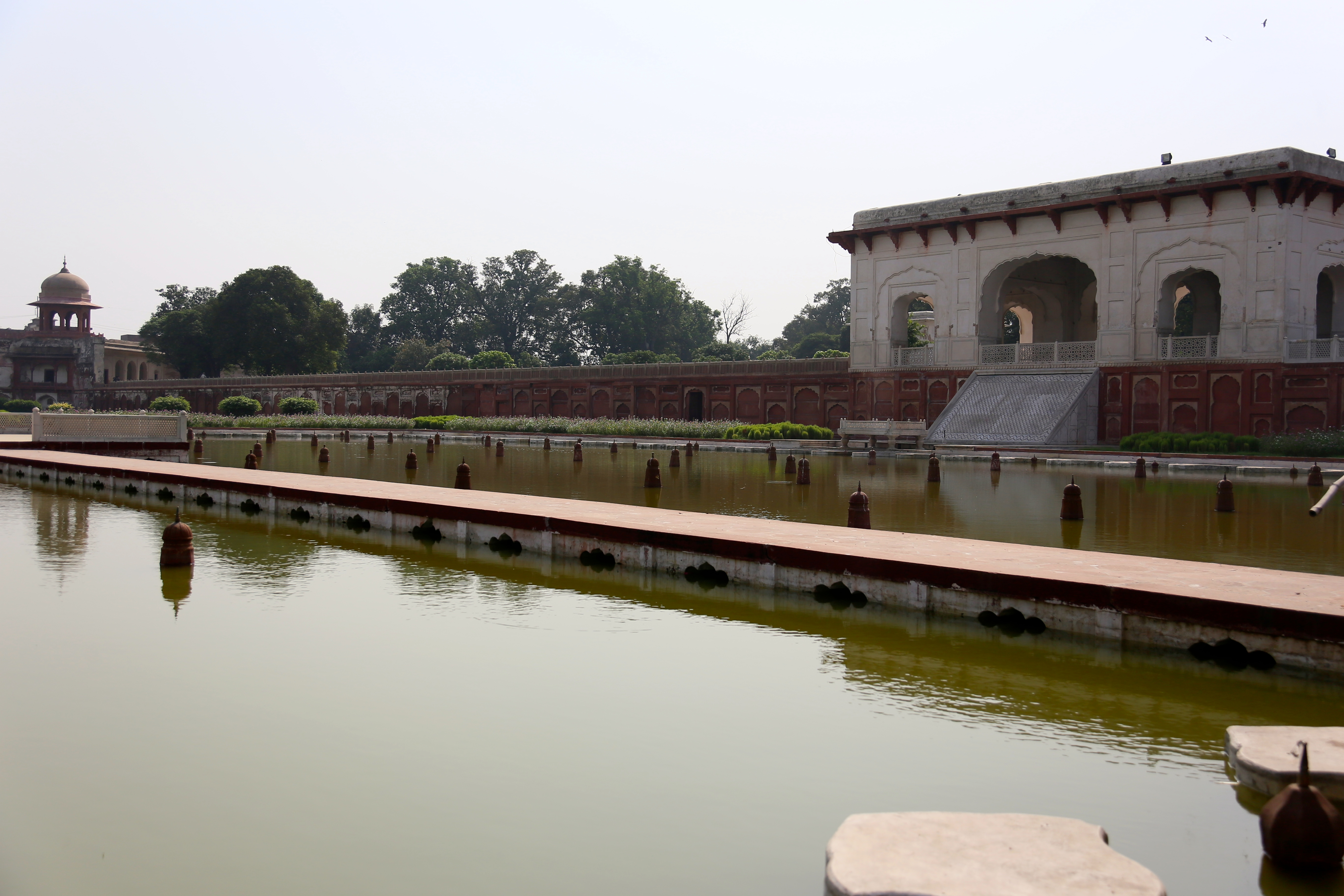
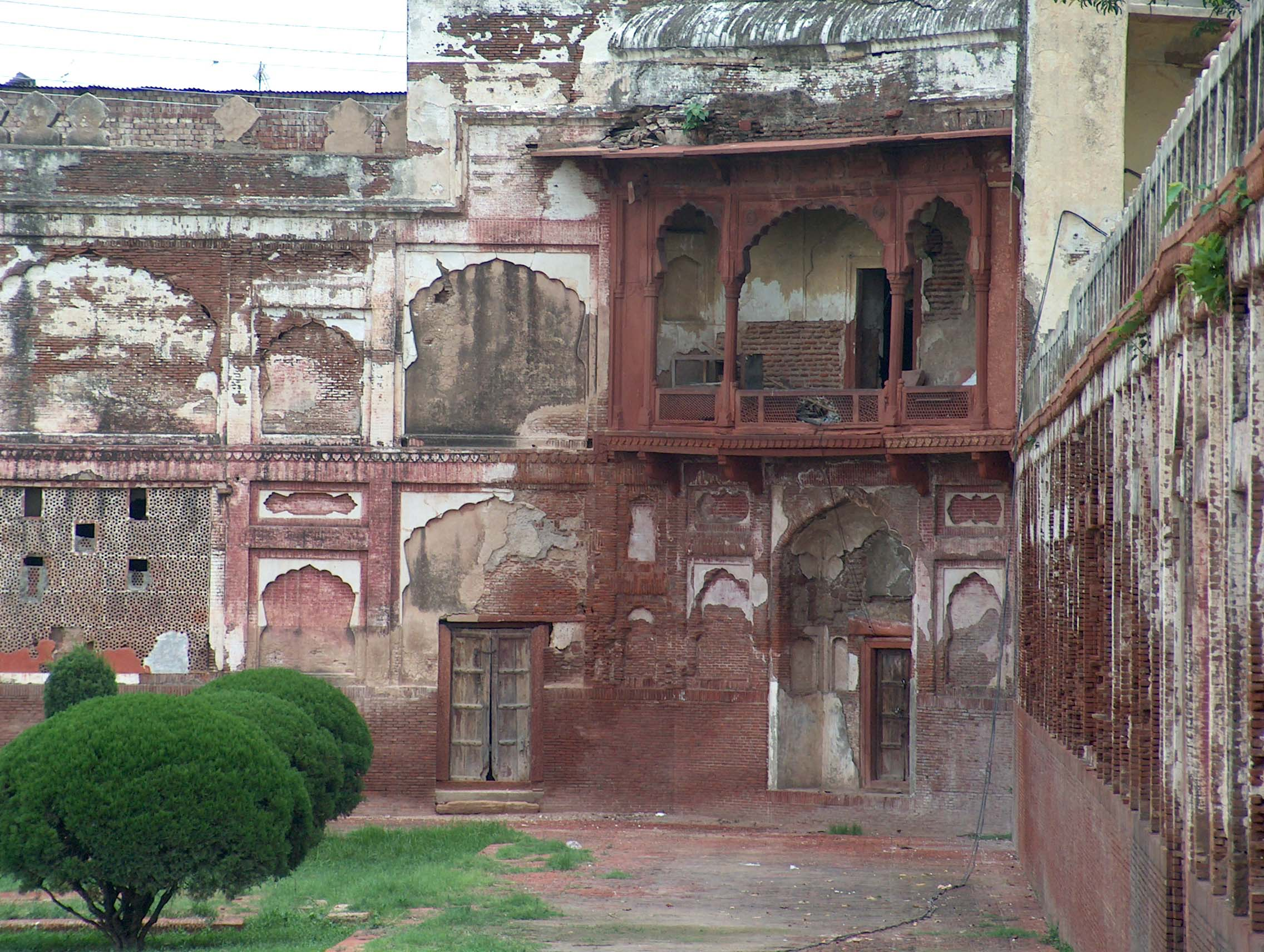
Восточный угол стены террасы второго уровня
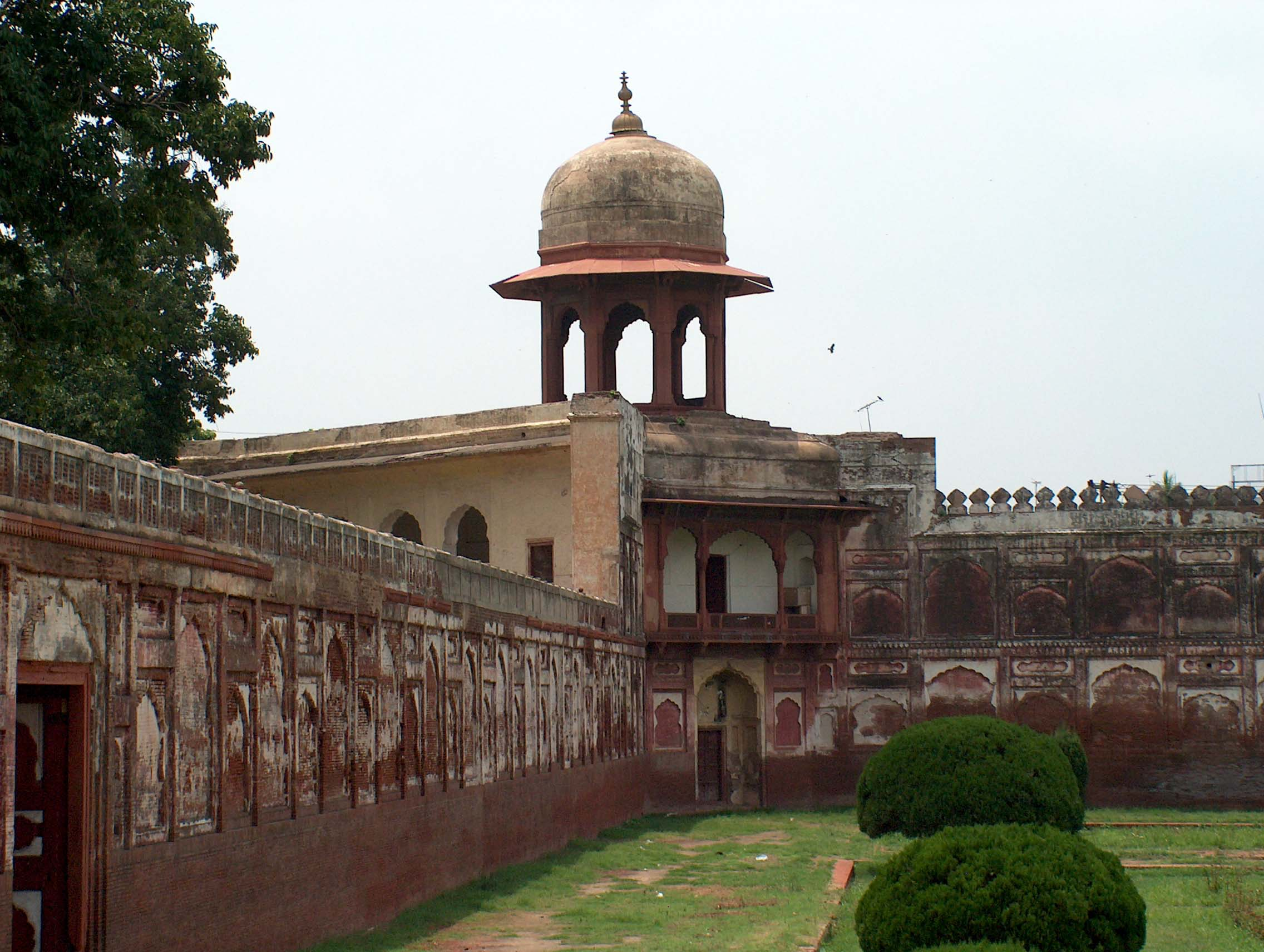
Минарет на углу западной стены террасы второго уровня
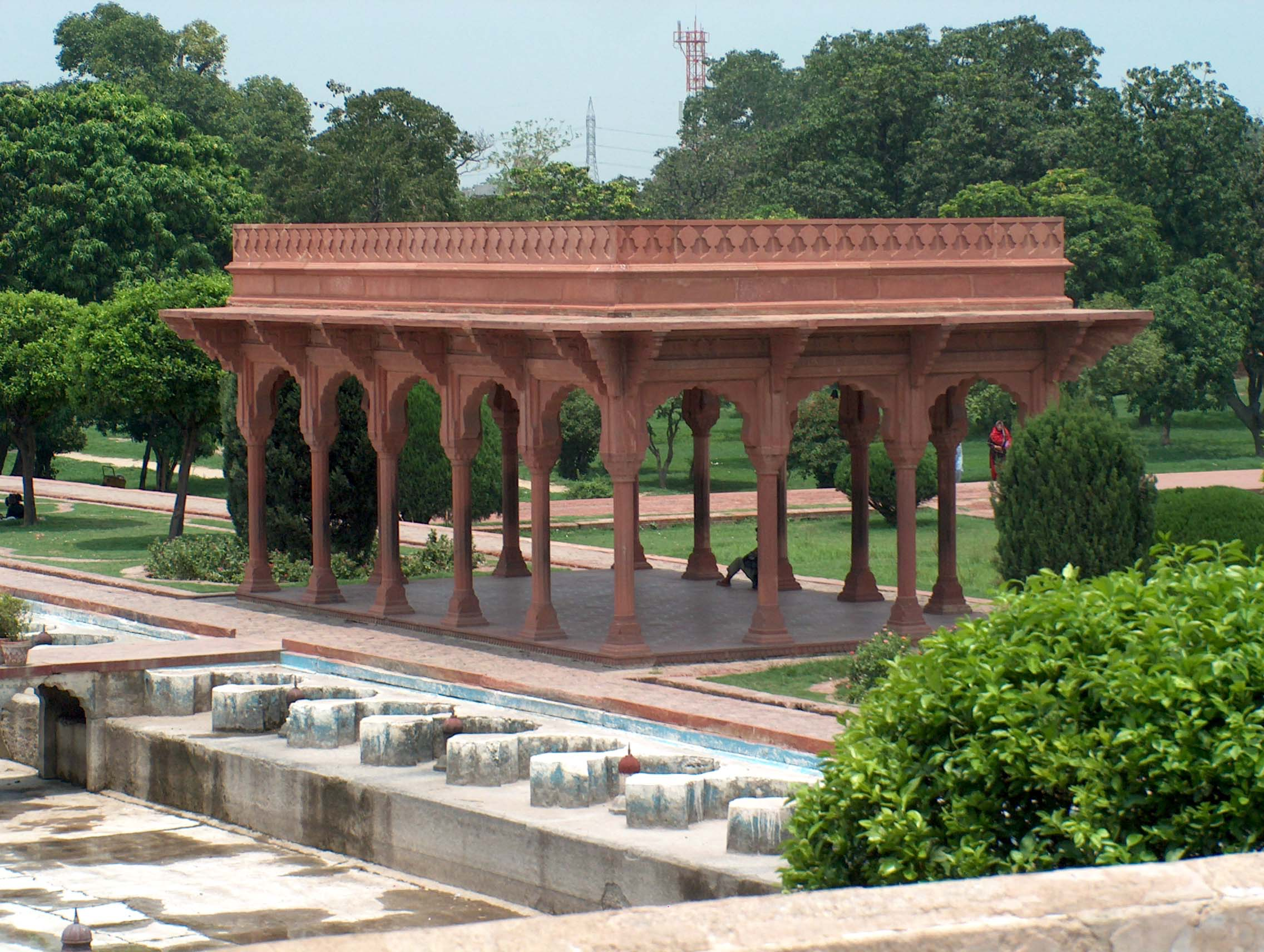
Структура могольского стиля внутри садов